# Abdelhamid Maali
Abdelhamid Maali (en arabe : عبد الحميد معالي), né le 16 mars 2006 à Tanger (Maroc), est un footballeur marocain jouant au poste de milieu de terrain au Zamalek SC.

## Biographie

### En club
Jouant au foot dans les quartiers de Tanger, Abdelhamid Maali participe à des tournois de quartiers de la ville avant d'être repéré par le Widad Juventud de Tanger qui le recrute. Il joue dans les rangs du Widad pendant cinq ans avant de rejoindre l'Ittihad de Tanger en 2017.
Le 15 septembre 2022, il signe son premier contrat professionnel à l'Ittihad de Tanger, son club formateur depuis 2016. Jouant principalement avec l'équipe réserve au niveau amateur, il figure souvent sur le banc de l'équipe première, sans pour autant faire d'entrée en jeu lors de la saison 2022-23. En fin de saison, le 25 mai 2023, il intègre définitivement l'effectif professionnel de l'Ittihad de Tanger,.
Le 7 octobre 2023, il fait ses débuts professionnels à l'occasion d'un match de championnat contre le Wydad AC, entrant en jeu à la mi-temps en remplaçant Jawad Ghabra (défaite, 0-3). Durant cette même saison, le 9 mars, il reçoit sa première titularisation contre le Maghreb de Fès (défaite, 2-1).

### En sélection
Abdelhamid Maali est international marocain en équipes de jeunes, étant sélectionné pour la première fois par Saïd Chiba avec les moins de 17 ans pour le championnat arabe de football des moins de 17 ans qui a lieu en Algérie. Titulaire dans tous les matchs disputé, il atteint la finale de la compétition contre l'Algérie -17 ans, sorti après une défaite sur séance de penaltys après un match nul à Oran,. Quelques secondes après le sacre de l'Algérie, une altercation éclate entre les joueurs algériens et marocains, provoquant un buzz dans la presse internationale,. Quelques semaines plus tard, la Fédération royale marocaine de football dépose un recours à la FIFA contre l'agression des joueurs marocains.
En novembre 2022, il dispute le tournoi de l'UNAF et remporte la compétition après trois victoires : face à la Tunisie -17 ans (victoire, 2-0), la Libye -17 ans (victoire, 1-0) et l'Égypte -17 ans (victoire, 2-1), assurant ainsi une place à la CAN U17. Il est le premier buteur dans le match contre l'Egypte -17 ans.
Maali est rappelé en sélection des moins de 17 ans à l'occasion de la CAN des moins de 17 ans qui a lieu au printemps 2023 en Algérie,, dans un contexte de fortes tensions et incertitudes liées aux relations compliquées entre les deux voisins maghrébins,. Titulaire tout du long de la compétition, il se qualifie pour la Coupe du monde grâce à une victoire de 3-0 contre l'Algérie. Il s'impose ensuite en demi-finale face au Mali pour atteindre la finale du tournoi,.Titulaire également en finale de la compétition face au Sénégal, les Marocains mènent au score avant que les Sénégalais reviennent au score à Alger (défaite, 2-1),.
Le 23 octobre 2023, il est sélectionné sur la liste définitive de Saïd Chiba pour la Coupe du monde U17 en Indonésie.

## Palmarès

### En sélection
- Maroc -17 ans
  - Championnat arabe des nations
    -  Finaliste en 2022[24]

  - Tournoi de l'UNAF (1)
    -  Champion en 2022

  - Coupe d'Afrique des nations
    -  Finaliste en 2023

### Distinctions individuelles
- 2023 : Dans l'équipe type de la CAN U17

## Divers
Le dimanche 7 juillet 2024, alors qu'il passe ses vacances au bord d'un yacht dans la plage de Restinga Smir à M'diq, il est sauvé par la Marine royale marocaine à la Mer Méditerranée, repêché à la mer, loin du yacht qui s'est éloigné à cause du courant du vent. Pendant que ses coéquipiers de l'Ittihad Riadhi de Tanger Oussama Aflah et Souleimane Dahdouh sont repêchés vivants, ses deux autres coéquipiers Salman Harraq et Abdellatif Akhrif, qui avaient également plongés, sont emportés par le courant de la mer et disparus.